# Mistrzostwa Litwy w Lekkoatletyce 2001
Mistrzostwa Litwy w Lekkoatletyce 2001 – zawody lekkoatletyczne, które odbyły się 3 i 4 lipca na stadionie im. S. Dariusa i Girėnasa w Kownie.

## Rezultaty

### Mężczyźni
| Konkurencja                   | 1. miejsce                                                                        | 1. miejsce | 2. miejsce                                                                         | 2. miejsce | 3. miejsce                                                                         | 3. miejsce |
| ----------------------------- | --------------------------------------------------------------------------------- | ---------- | ---------------------------------------------------------------------------------- | ---------- | ---------------------------------------------------------------------------------- | ---------- |
| Bieg na 100 m                 | Sigitas Kavaliauskas                                                              | 10,96      | Donatas Jakševičius                                                                | 10,96      | Eugenijus Liubenka                                                                 | 11,02      |
| Bieg na 200 m                 | Vytautas Kancleris                                                                | 21,56      | Eugenijus Liubenka                                                                 | 21,72      | Stanislav Michno                                                                   | 21,82      |
| Bieg na 400 m                 | Raimondas Turla                                                                   | 48,15      | Stanislav Michno                                                                   | 48,27      | Nerijus Janutis                                                                    | 48,56      |
| Bieg na 800 m                 | Evaldas Martinka                                                                  | 1:50.26    | Dainius Kižys                                                                      | 1:51.89    | Paulius Jakubauskas                                                                | 1:52.26    |
| Bieg na 1500 m                | Evaldas Martinka                                                                  | 3:49.39    | Dainius Kižys                                                                      | 3:54.23    | Darius Gruzdys                                                                     | 3:55.85    |
| Bieg na 5000 m                | Dainius Šaučikovas                                                                | 14:54.01   | Egidijus Rupšys                                                                    | 14:55.76   | Arūnas Balčiūnas                                                                   | 15:06.53   |
| Bieg na 110 m przez płotki    | Vytautas Kancleris                                                                | 14,33      | Rolandas Stanionis                                                                 | 15,22      | -                                                                                  |            |
| Bieg na 400 m przez płotki    | Tomas Ališauskas                                                                  | 55,53      | Ridas Karaška                                                                      | 55,71      | Dainius Ratautas                                                                   | 56,19      |
| Bieg na 3000 m z przeszkodami | Mindaugas Pukštas                                                                 | 8:43.40    | Mindaugas Tomanas                                                                  | 9:15.65    | Linas Šalkauskas                                                                   | 9:24.47    |
| Sztafeta 4 x 100 m            | Kowno Donatas Jakševičius Sigitas Kavaliauskas Vaidas Augustaitis Dainius Šerytis | 41,90      | Wilno Marijus Gendrinas Aleksandr Barinov Valentin Linik Eugenijus Liubenka        | 42,17      | Kłajpeda Denis Jevdokimov Donatas Rauktys Tadas Šilauskas Ilja Andrusenko          | 42,46      |
| Sztafeta 4 x 400 m            | Kowno Dainius Ratautas Mindaugas Butkus Ridas Karaška Nerijus Janutis             | 3:17.51    | Kłajpeda Gediminas Butenis Viktoras Mauricas Valdemaras Ežerskis Žydrūnas Mažrimas | 3:18.53    | Wilno Jaroslav Liachovskij Vitalij Gorlukovič Rimas Ališauskas Paulius Jokubauskas | 3:24.86    |
| Trójskok                      | Audrius Raizgys                                                                   | 16,08      | Ardydas Nazarovas                                                                  | 15,86      | Arinijus Veiknys                                                                   | 15,35      |
| Skok w dal                    | Arinijus Veiknys                                                                  | 7,75       | Valentin Linik                                                                     | 7,62       | Marijus Gendrėnas                                                                  | 7,55       |
| Skok wzwyż                    | Aurelijus Eirošius                                                                | 2,17       | Deividas Rinkevičius                                                               | 2,08       | Mantas Šaulys                                                                      | 2,00       |
| Skok o tyczce                 | Regimantas Kičas                                                                  | 4,30       | Algis Simutis                                                                      | 4,20       | Darius Draudvila                                                                   | 4,10       |
| Pchnięcie kulą                | Saulius Kleiza                                                                    | 18,67      | Gintautas Degutis                                                                  | 18,51      | Tomas Keinys                                                                       | 17,03      |
| Rzut młotem                   | Edgaras Brinkis                                                                   | 60,47      | Žydrūnas Vasiliauskas                                                              | 59,86      | Dalius Čižauskas                                                                   | 53,20      |
| Rzut dyskiem                  | Virgilijus Alekna                                                                 | 68,20      | Romas Ubartas                                                                      | 60,78      | Andrius Butrimas                                                                   | 49,05      |
| Rzut oszczepem                | Tomas Intas                                                                       | 78,12      | Arūnas Jurkšas                                                                     | 75,66      | Ričardas Keršulis                                                                  | 65,84      |

### Kobiety
| Konkurencja                   | 1. miejsce                                                              | 1. miejsce | 2. miejsce                                                                      | 2. miejsce | 3. miejsce                                                                   | 3. miejsce |
| ----------------------------- | ----------------------------------------------------------------------- | ---------- | ------------------------------------------------------------------------------- | ---------- | ---------------------------------------------------------------------------- | ---------- |
| Bieg na 100 m                 | Audra Dagelytė                                                          | 11,67      | Edita Lingytė                                                                   | 11,89      | Svetlana Charisova                                                           | 11,96      |
| Bieg na 200 m                 | Žana Minina                                                             | 24,08      | Edita Lingytė                                                                   | 24,21      | Svetlana Charisova                                                           | 24,63      |
| Bieg na 400 m                 | Žana Minina                                                             | 53,94      | Jūratė Kudirkaitė                                                               | 56,54      | Laura Balsytė                                                                | 57,39      |
| Bieg na 800 m                 | Irina Krakoviak                                                         | 2:04.33    | Vida Bytautienė                                                                 | 2:05.08    | Inesa Kliukoitytė                                                            | 2:09.65    |
| Bieg na 1500 m                | Irina Krakoviak                                                         | 4:12.56    | Rasa Drazdauskaitė                                                              | 4:12.80    | Diana Maciušonytė                                                            | 4:33.82    |
| Bieg na 5000 m                | Inga Juodeškienė                                                        | 15:57.93   | Živilė Balčiūnaitė                                                              | 16:27.39   | Inga Januševičienė                                                           | 18:00.29   |
| Bieg na 100 m przez płotki    | Diana Radavičienė                                                       | 14,55      | Viktorija Žemaitytė                                                             | 15,08      | Enrika Baliutavičiūtė                                                        | 15,97      |
| Bieg na 400 m przez płotki    | Inesa Kliukoitytė                                                       | 1:01.71    | Diana Radavičienė                                                               | 1:03.31    | Aurelija Venskaitytė                                                         | 1:04.03    |
| Bieg na 2000 m z przeszkodami | Sandra Stanevičiūtė                                                     | 7:22.54    | -                                                                               |            | -                                                                            |            |
| Sztafeta 4 x 100 m            | Kowno Adrija Grocienė Diana Radavičienė Edita Lingytė Svetlna Charisova | 47,10      | Nowe Okmiany Sigita Sagaidokaitė Inesa Rimkevičiūtė Marina Sugak Audra Dagelytė | 48,87      | Wilno Akvilė Buitkutė Jolanta Kirejeva Šarūnė Baltrūnaitė Jurgita Urbaitė    | 49,16      |
| Sztafeta 4 x 400 m            | Wilno Šarūnė Baltrūnaitė Olga Ziuganova Nadežda Žolobova Žana Minina    | 3:50.13    | Szawle Laura Balsytė Indrė Vrubliauskaitė Rasa Drazdauskaitė Danguolė Razmaitė  | 3:53.09    | Kowno Aurelija Venskaitytė Jūratė Kudirkaitė Kristina Česonytė Rūta Vilkaitė | 3:55.63    |
| Trójskok                      | Živilė Žebarauskaitė                                                    | 13,31      | Virginija Petkevičienė                                                          | 12,99      | Adrija Grocienė                                                              | 12,63      |
| Skok w dal                    | Živilė Šikšnelytė                                                       | 6,11       | Adrija Grocienė                                                                 | 5,99       | Živilė Žebarauskaitė                                                         | 5,63       |
| Skok wzwyż                    | Nelė Žilinskienė                                                        | 1,92       | Jolanta Kviatkovskaja                                                           | 1,84       | Deimantė Meiliūnaitė                                                         | 1,65       |
| Skok o tyczce                 | Rita Snarskaitė                                                         | 3,10       | Anna Jermolajeva                                                                | 2,20       | Kristina Sabalytė                                                            | 2,00       |
| Pchnięcie kulą                | Austra Skujytė                                                          | 16,03      | Rūta Rakštytė                                                                   | 14,76      | Kornelija Balčiūnaitė                                                        | 12,57      |
| Rzut młotem                   | Lina Skladaitytė                                                        | 45,42      | Laima Venclovaitė                                                               | 44,41      | Kristina Povilonytė                                                          | 43,27      |
| Rzut dyskiem                  | Raminta Sakalauskaitė                                                   | 47,91      | Viktorija Patapova                                                              | 43,99      | Kristina Dirmeikytė                                                          | 41,22      |
| Rzut oszczepem                | Rita Ramanauskaitė                                                      | 57,07      | Indrė Jakubaitytė                                                               | 53,22      | Inga Stasiulionytė                                                           | 49,64      |

### Tabela medalowa miast
| Poz. | Miasto       | Złoto | Srebro | Brąz | Łącznie |
| 1    | Kowno        | 18    | 20     | 11   | 49      |
| 2    | Wilno        | 15    | 6      | 10   | 31      |
| 3    | Szawle       | 2     | 3      | 3    | 8       |
| 4    | Kłajpeda     | 1     | 3      | 6    | 10      |
| 5    | Święciany    | 1     | 1      | 1    | 3       |
| 6    | Nowe Okmiany | 1     | 1      | 0    | 2       |
| 7    | Mariampol    | 0     | 3      | 0    | 3       |
| 8    | Poniewież    | 0     | 0      | 3    | 3       |
| 9    | Wyłkowyszki  | 0     | 0      | 1    | 1       |